# Maio von Bari

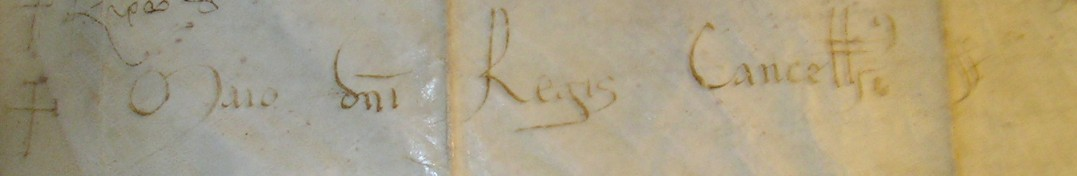
Unterschrift des Kanzlers Maio

Der Bareser Maio (* unbekannt in Bari; † 10. November 1160 in Palermo) war Skriniar, Vizekanzler und Kanzler unter Roger II. von Sizilien. Unter Wilhelm I. stieg er zum ammiratus ammiratorum auf.

## Leben
Maio stammte aus einer Familie der Oberschicht, wohl mit Verbindungen zum griechischen Bevölkerungsteil der Stadt. Sein Vater Leo de Reiza († 8. September vor 1155) und seine Mutter Kuraza, auch Kyurizza († 26. Juli 1158) sind im Nekrolog des Klosters Santissima Trinità von Venosa eingetragen worden, allerdings zu einem Zeitpunkt, an dem Maio schon längst verstorben war. Leo war Richter und dann Protoiudex von Bari. Dass er Ölhändler gewesen sei, geht auf Hugo Falcandus zurück, ist aber seit über 100 Jahren als bewusste Fehlinformation erkannt. Maio war Schwager eines Neffen der Adelasia, des Grafen von Policastro, Simon Senescalcus, der von 1155 bis zu seinem Tod 1161 magister capitaneus von Apulien war.
Als ammiratus ammiratorum war er Nachfolger Georgs von Antiochien, nach dessen Tod 1151 Roger II. keinen Nachfolger ernannt hatte, während Wilhelm I. sich wenige Monate nach seinem Regierungsantritt dazu entschloss, Maio an die Spitze seiner Verwaltung zu setzen. In unmittelbarer Nähe der von seinem Vorgänger gegründeten Kirche Santa Maria dell’Ammiraglio stiftete Maio San Cataldo. Die Kontrolle der normannischen Königskanzlei übte Maio weiterhin durch seinen engsten Mitarbeiter, den Notar und späteren Vizekanzler Matheus von Salerno aus.
Wo er seine literarische Bildung erworben hat, ist unbekannt. Er war einerseits Mäzen des Übersetzerkreises am normannischen Hof, andererseits selbst als Autor tätig: sein Kommentar zum Vaterunser (Expositio orationis Dominicae) ist seinem Sohn Stephanus gewidmet, der ebenfalls das Amt eines ammiratus innehatte. Der Kanoniker von Capua und spätere Kardinal Laborans widmete ihm seine Schrift De iustitia e iusto.
1156 war er Leiter der normannischen Verhandlungskommission, zu der neben ihm nur geistliche Würdenträger gehörten, darunter Romuald von Salerno, die den Vertrag von Benevent aushandelte, dessen sizilische Originalausfertigung von Matheus von Salerno geschrieben wurde. Maio war bei den Städten, Adligen und auch bei großen Teilen des Volkes verhasst, weil er um eine Zentralisierung der Verwaltung bemüht war und so die Städte und Adligen entmachtete.
Jedoch hätte das Königreich Sizilien ohne sein politisches Kalkül diese harte Zeiten nicht überstanden, durch seine Verträge und durch sein inner bzw. außerpolitisches Handeln sicherte er Wilhelm I. seine Herrschaft. Der als „Emir der Emire“ eingesetzte Maio von Bari geriet aber immer mehr in die Schusslinie der sizilianischen Provinzadligen. 1160 wurde er durch adlige Verschwörer unter der Führung von Matheus Bonellus (Italienisch: Matteo Bonello oder Bonnel) ermordet. König Wilhelm bestrafte die Abtrünnigen nach weiteren Mordversuchen gegen ihn mit dem Tode. Abgesehen vom Verzicht auf die afrikanischen Küstenstädte hinterließ er seinem gleichnamigen Erben ein gefestigtes Reich. Häuser aus dem Besitz Maios wurden nach dessen Ermordung von König Wilhelm I. an den Grafen Silvester von Marsico verkauft.